# Gideon
Gideon var enligt Bibeln israeliternas "domare" (hövding) och den som befriade sitt folk från midjaniterna. I Domarboken 6–8 kan man läsa hur Gideon valdes ut av Gud att fick leda israeliternas frihetskamp.
Av de 32 000 soldater som Gideon hade tillgång till hade Gud utvalt 300 män. De utrustades med en basun och en fackla som brann i en lerkruka. Gideon fick order av Gud att anfalla fienden mitt i natten. Gideon blåste i sin basun och hans män gjorde samma sak, ropade "För Herren och för Gideon" och slog sönder sina lerkrukor. 300 eldar flammade upp på alla sidor om lägret och fienderna greps av panik och flydde.
Gideon var son till Joas från släkten Abieser.